# Comma-separated values

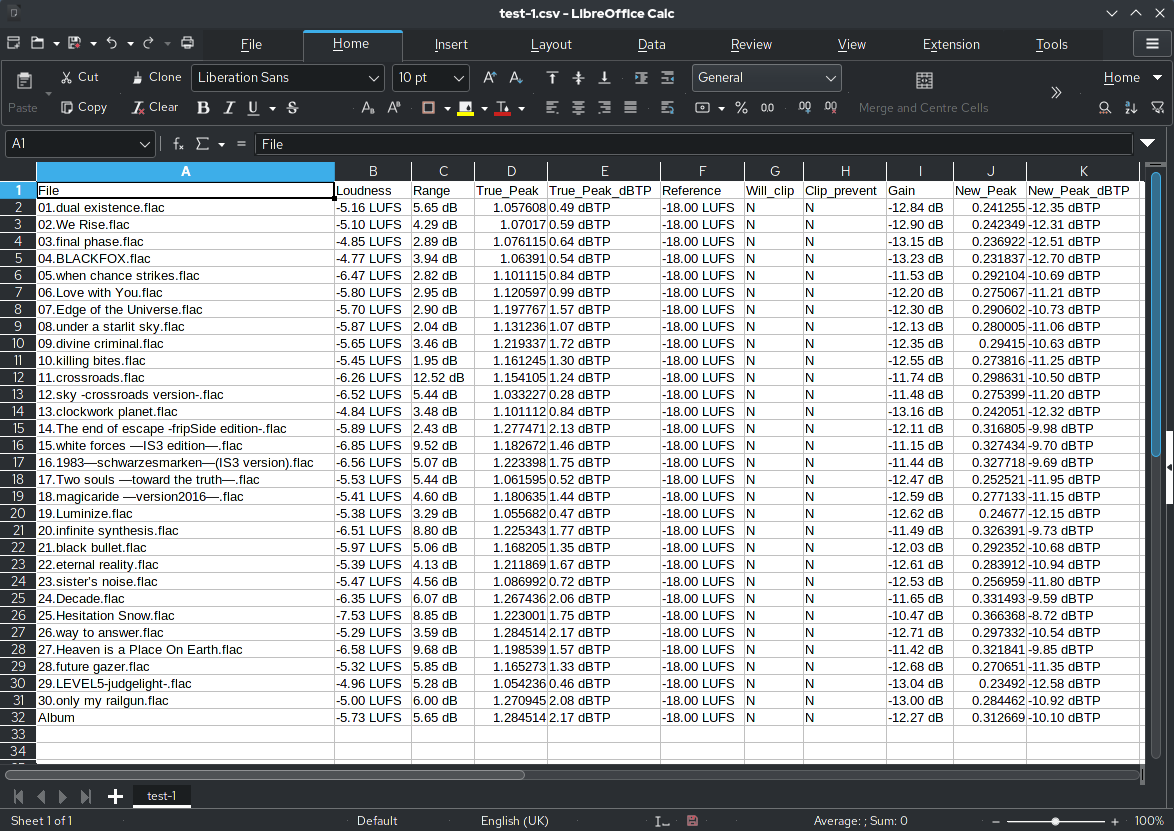
Descrição:LibreOffice 7.2.4.1 Calc mostrando valores separados por vírgulas dados de volume do álbum de compilação The Very Best of FripSide gerado por loudgain

Um arquivo de comma-separated values (em português, 'valores separados por vírgulas'), geralmente referido como CSV, é um arquivo de texto que armazena dados em formato de tabela. É regulamentado pelo RFC 4180 e faz uma ordenação de bytes ou um formato de terminador de linha, separando valores por vírgulas. É comumente usado em softwares Office, tais como o Microsoft Excel e o LibreOffice Calc.

## Exemplo
| 1997 | Ford  | E350                       | ac, abs, moon                     | 30100.00  |
| 1999 | Chevy | Venture "Extended Edition" |                                   | 49000.00  |
| 1996 | Jeep  | Grand Cherokee             | MUST SELL! air, moon roof, loaded | 479699.00 |

A tabela acima pode ser representada em CSV da seguinte maneira:
```
1997,Ford,E350,"ac, abs, moon",30100.00
1999,Chevy,"Venture ""Extended Edition""",,49000.00
1996,Jeep,Grand Cherokee,"MUST SELL!
air, moon roof, loaded",479699.00
```

Alguns programas, como o Microsoft Excel 2010, requerem ainda um indicador "sep=" na primeira linha do arquivo, apontando o caráter de separação. O exemplo acima ficaria assim:
```
sep=,
1997,Ford,E350,"ac, abs, moon",30100.00
1999,Chevy,"Venture ""Extended Edition""",,49000.00
1996,Jeep,Grand Cherokee,"MUST SELL!
air, moon roof, loaded",479699.00
```